# 31412 Andersonribeiro
31412 Andersonribeiro este o planetă minoră (asteroid), cu un diametru de 2,625 km, din centura de asteroizi. A fost descoperită pe 13 ianuarie 1999 la Stația Anderson Mesa de Lowell Observatory Near-Earth-Object Search. 
Obiectul prezintă o orbită caracterizată de o semiaxă mare de 2,1538179 UAi, o excentricitate de 0,19, o înclinație de 3,82388 ° în raport cu ecliptica.